# Acanthodes
Acanthodes – rodzaj wymarłych ryb fałdopłetwych (Acanthodii). Nazwa tego taksonu pochodzi z języka greckiego i oznacza „posiadający kolce”. Ryby z tego rodzaju zamieszkiwały wody słonawe na całym świecie w okresie karbonu i permu, choć znane są także znaleziska z dewonu, co do których paleontolodzy nie są pewni przynależności taksonomicznej. Przedstawiciele większości gatunków osiągali małe rozmiary, wszystkie gatunki obejmowały organizmy bezzębne, odżywiające się planktonem, żyjące prawdopodobnie w ławicach. Smukłe ciało przedstawicieli rodzaju sugeruje zdolność do szybkiego pływania. Są najstarszymi znanymi rybami wyposażonymi w szczęki.

## Historia odkryć i taksonomia
Pierwszego opisu tego taksonu dokonał paleontolog i ichtiolog Jean Louis Rodolphe Agassiz w roku 1833. Autor nazwał zwierzę „Acanthodes” (gr. ακανθωδης akanthōdēs „kolczasty”, od ακανθα akantha „cierń, kolec”, od ακη akē „punkt”), co w dosłownym tłumaczeniu z języka greckiego oznacza „posiadający (wyposażony w) kolce, kolczasty”. Holotyp pochodził z Niemiec. Pierwszy opisany gatunek został nazwany A. bronii (gatunek typowy). Obecnie, prócz tego gatunku, rodzaj obejmuje ich kilkanaście.
Filogeneza akantodów jest bardzo skomplikowana, głównie dlatego, że uchodzą za przodków współczesnych ryb, a znane są przykłady wcześniejszych ryb kostnych (np. Guiyu oneiros) oraz licznych plakoderm (Entelognathus). Inny akantod, Doliodus problematicus (NBMG 10127) z dolnego dewonu, uchodzi według Maisey et al. za najwcześniejszego żuchwowca. Ma kość kruczą, jak ryby chrzęstne, ale ma duże promienie płetw, w czym przypomina akantody. Skłania to paleontologów do tezy o bliskim pokrewieństwie fałdopłetwych z rybami chrzęstnymi.
Na kladogramie z roku 2012 jako prawdopodobną grupę siostrzaną do Acanthodes wskazano Homalacanthus. Obrazuje to uproszczony, poniższy kladogram:
|  | Mesacanthus    |
|  |                |
|  | Promedacanthis |
|  |                |

|  | Cheiracanthus                                                |
|  |                                                              |
|  | \| \| Acanthodes \| \| \| \| \| \| Homalacanthus \| \| \| \| |
|  |                                                              |
|  | Acanthodes                                                   |
|  |                                                              |
|  | Homalacanthus                                                |
|  |                                                              |

|  | Acanthodes    |
|  |               |
|  | Homalacanthus |
|  |               |

|  | Mesacanthus    |
|  |                |
|  | Promedacanthis |
|  |                |

|  | Cheiracanthus                                                |
|  |                                                              |
|  | \| \| Acanthodes \| \| \| \| \| \| Homalacanthus \| \| \| \| |
|  |                                                              |
|  | Acanthodes                                                   |
|  |                                                              |
|  | Homalacanthus                                                |
|  |                                                              |

|  | Acanthodes    |
|  |               |
|  | Homalacanthus |
|  |               |

|  | Mesacanthus    |
|  |                |
|  | Promedacanthis |
|  |                |

|  | Cheiracanthus                                                |
|  |                                                              |
|  | \| \| Acanthodes \| \| \| \| \| \| Homalacanthus \| \| \| \| |
|  |                                                              |
|  | Acanthodes                                                   |
|  |                                                              |
|  | Homalacanthus                                                |
|  |                                                              |

|  | Acanthodes    |
|  |               |
|  | Homalacanthus |
|  |               |

|  | Mesacanthus    |
|  |                |
|  | Promedacanthis |
|  |                |

|  | Cheiracanthus                                                |
|  |                                                              |
|  | \| \| Acanthodes \| \| \| \| \| \| Homalacanthus \| \| \| \| |
|  |                                                              |
|  | Acanthodes                                                   |
|  |                                                              |
|  | Homalacanthus                                                |
|  |                                                              |

|  | Acanthodes    |
|  |               |
|  | Homalacanthus |
|  |               |

## Występowanie
Skamieniałości Acanthodes odnajdywano w Ameryce Północnej, Europie i Australii. Rodzaj opisany został na podstawie okazu znalezionego w Niemczech. Liczne skamieniałości, datowane na karbon i perm, odkryto w amerykańskim stanie Nowy Meksyk. Są to głównie poszczególne części ciała ryby, m.in. ogon i kręgi oraz promienie płetw i części czaszki. Wielu z znalezisk nie przypisano do poszczególnych taksonów i w publikacji The Carboniferous-Permian Transition in Central New Mexico są opisywane pod nazwą Acanthodes sp. Gatunek A. gracilis został odkryty także na Śląsku w Polsce. Domniemane szczątki tego rodzaju, które pochodzą z dewonu, mogą należeć do innych rodzajów, choć Acanthodes? dublinensis oraz Acanthodes guizhouensis wydają się pochodzić z tamtego okresu paleozoiku.

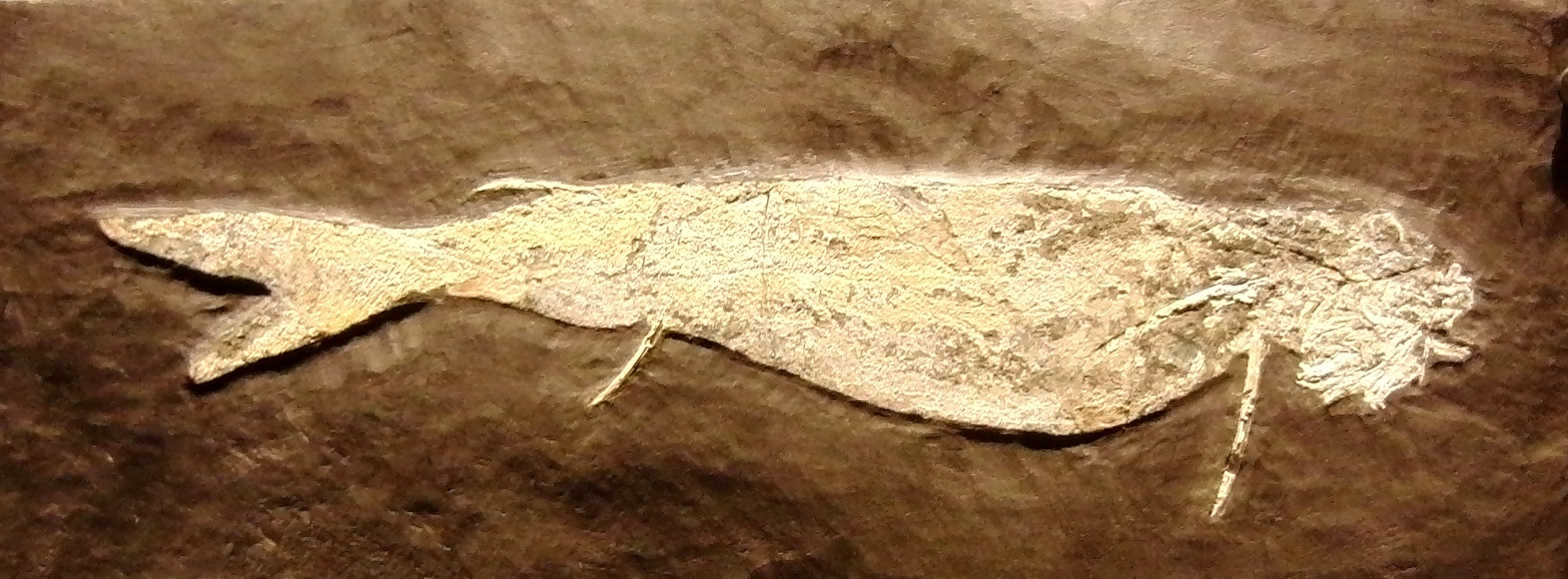
Skamieniałość przedstawiciela tego rodzaju

## Charakterystyka
Większość przedstawicieli rodzaju osiągała małe rozmiary, nieprzekraczające 30 cm długości, odnajdywane egzemplarze w Kansas miały od 5,4 do 41 cm. Znajdowane skamieniałe szkielety zachowały się zwykle w dobrym stanie. Anatomia czaszki, a w szczególności puszki mózgowej tych ryb, bardziej upodabniała je do ryb chrzęstnoszkieletowych niż kostnoszkieletowych. Miały bardzo niewiele kości czaszki, ale wyposażone były w szczęki, nie miały zaś zębów (w przeciwieństwie do innych fałdopłetwych). Miały skrzela. Płetwa grzbietowa była położona na wysokości płetwy odbytowej. A. bridgei z USA miał bardzo duże oczodoły. Acanthodes wprawdzie miały kolce, lecz nie w takiej liczbie jak inne fałdopłetwe. W sumie uzbrojone były w 6 kolców znajdujących się tuż przed każdą z płetw piersiowych i brzusznych oraz przed odbytową i grzbietową. Ciało Acanthodes, podobnie jak innych fałdopłetwych, okrywała nie łuska, lecz zęby skórne, występujące także u dzisiejszych spodoustych, podobne do pilnika.

Odkryty w 2014 roku osobnik przypisany do gatunku A. bridgei jest tak dobrze zachowany, że możliwe było zbadanie tkanek oka, konkretnie pręcików i czopków, jak i stwierdzenie obecności barwnika – melaniny, co występuje także u późniejszych kręgowców. Receptory i barwnik wspomagały widzenie w świetle dziennym i zmierzchu u tej ryby, która żyła kiedyś w płytkich, słonawych wodach. Odkrycie czopków, które umożliwiają widzenie kolorów, sugeruje możliwość rozróżniania barw przez ryby od co najmniej 300 milionów lat. Zdaniem naukowców skamielina jest tak dobrze zachowana, ponieważ wkrótce po śmierci ryba została pogrzebana w osadach o niskiej zawartości tlenu, co uniemożliwiło bakteriom pełne rozłożenie jej tkanek.

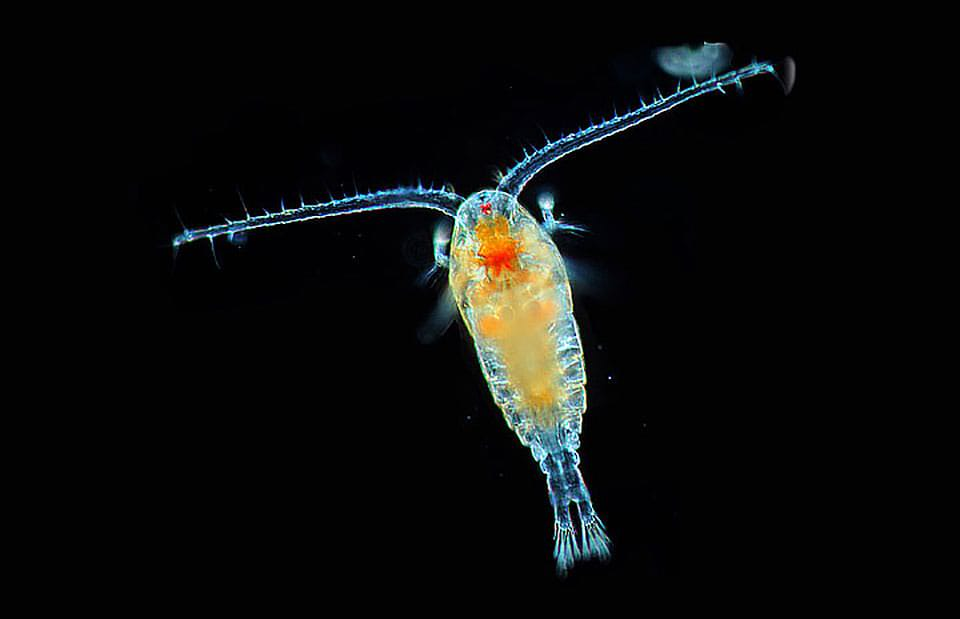
Plankton, w którego skład wchodzi dzisiaj na przykład oczlik (Cyclops), to ulubiony pokarm ryb tego rodzaju

U jednego z gatunków z Syberii (A. lopatini) bardzo dobrze zachowały się stadia rozwoju osobniczego. Elementy szkieletowe młodzików z wiekiem kostniały, choć wykazano, że nawet osobniki młodociane o długości 20–30 mm miały dobrze rozwinięte kolce płetw, kość kruczą, żuchwę. Rozpoznawane są cztery formalne stadia ontogenetyczne, choć nie różnią się one znacząco.

## Paleobiologia i paleoekologia
Jako iż ryby te nie miały zębów, mogły być filtratorami, zjadającymi w szczególności małe zwierzęta unoszące się w wodzie.
Nieposiadający „uzbrojenia” Acanthodes prawdopodobnie pływał w dużych ławicach ze względów bezpieczeństwa. Smukłe ciało tej ryby sugeruje, że poruszała się dość szybko.
Ryby te żyły w słodkich i słonawych wodach. Znajdowane są w skałach wskazujących na zasiedlenie przez nie słodkowodnych cieków i estuariów. Wśród licznych gatunków z tego rodzaju wody te zamieszkiwały także ryby chrzęstne z rodzaju Orodus, skorupiaki identyfikowane jako Crepida, bądź ramienionogi z rodzaju Marginifera. Z innych zwierząt można wyróżnić głównie bezkręgowce: gąbki (Porifera), koralowce (Anthozoa), mszywioły (Ectoprocta), ramienionogi (Brachiopoda), amonity (Ammonoidea) i łodzikowce (Nautiloidea). Z protistów wymienić można otwornice (Foraminifera), a z innych organizmów wodnych w szczególności glony (Algae).
Jednym z największych drapieżników tego okresu były ryby chrzęstne z rodzaju Orthacanthus.